# Petabit
Un petabit és una unitat d'informació d'emmagatzemament a la computadora, normalment abreujada Pbit o de vegades Pb.
1 petabit = 1015 bits = 1.000.000.000.000.000 bits.
El petabit està relacionat al pebibit, el qual és equivalent 250 bits.